# Megalithanlagen von Ellès
Koordinaten: 35° 56′ 47,9″ N, 9° 5′ 50,1″ O

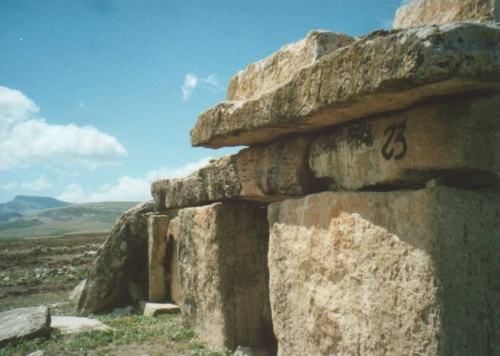
Dolmen 23 von Ellès

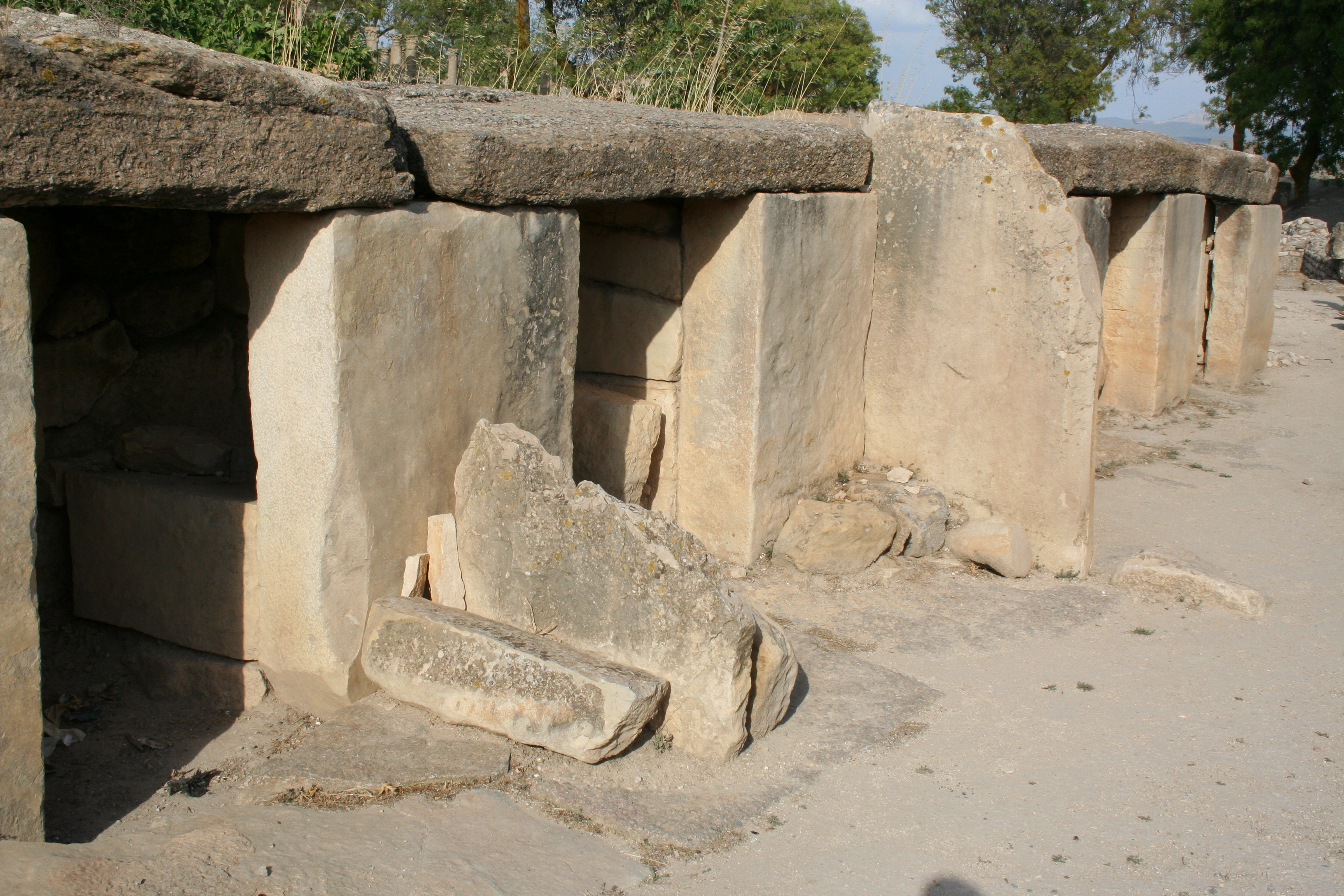
Megalithbauten von Makthar

Die Megalithanlagen von Ellès im Gouvernement Kef in Tunesien stellen eine nordafrikanische Spielart der Bauweise mit großen Steinen dar.

## Lage
Der kleine Ort Ellès liegt abgelegen im nordwestlichen Bergland Tunesiens, etwa 30 km (Fahrtstrecke) von Makthar im Gouvernement Siliana entfernt, wo vergleichbare Anlagen zu finden sind.

## Geschichte
Die Bauzeit liegt um oder nach 2500 v. Chr. als die Insel Malta von ihren die Tempelkultur tragenden Bewohnern verlassen wurde. Ähnliche Bauweisen sind auch in Sizilien zu finden (Tomba del Principe). Sie werden den Numidern oder ihnen verwandten Völkern zugeschrieben und entstanden, bevor die Phönizier an der Küste Handelsniederlassungen errichteten.

## Architektur
Die bis zu 40 Tonnen schweren Steine der teilweise galerieartigen und mit Nischengliederung versehenen Bauten von Ellès sind größtenteils rechtwinklig behauen und mit großem Aufwand geglättet. Sie sind in einigen Fällen sowohl oberirdisch als auch unterirdisch angelegt und verfügen oft über mehrere Kammern.